# Akira Miyazawa
Akira Miyazawa  (jap. 宮沢 昭, Miyazawa Akira; * 6. Dezember 1927 in Matsumoto, Präfektur Nagano; † 6. Juli 2000) war ein japanischer Jazzmusiker (Alt-, Tenor-, Sopransaxophon, Klarinette, auch Flöte, Piccoloflöte).

## Wirken
Akira Miyazawa spielte in den frühen 1950er-Jahren im  Toshiko-Akiyoshi-Sextett, mit dem auch erste Aufnahmen entstanden (The Historic Mocambo Session ’54, u. a. mit Sadao Watanabe). 1956 war er Mitglied der All-Star-Formation des japanischen Swing Journals; in den frühen 1960er-Jahren gehörte er den Modern Jazz All Stars of Japan an. 1962 nahm er für King u. a. mit Masahiko Satoh (Piano), Masanaga Harada (Bass) und Kanji Harada (Schlagzeug) ein selbstbetiteltes Debütalbum auf. In den folgenden Jahren arbeitete er u. a. mit George Kawaguchi und Hideo Shiraki.
Seit dieser Zeit arbeitete er mit eigenen Formationen, mit denen er eine Reihe von LPs einspielte wie Now’s the Time (1967), Musical Play in Jazz (1968, mit Masahiko Togashi) und Four Units (1969, mit Masahiko Satoh, Yasuo Arakawa). 1981 entstand das Livealbum Piccolo (mit Masahiko Satoh, Nobuyoshi Ino bzw. Kunimitsu Inaba und Motohiko Hino), gefolgt von On Green Dolphin Street (1982) und Noyuri (1991, mit Takeshi Shibuya).
Weiterhin spielte er mit dem Toshiko Mariano Sextet (geleitet von Toshiko Akiyoshi und Charlie Mariano), ferner mit Masao Yagi, Hiroshi Matsumoto, Shungo Sawada, Hampton Hawes (1968), Terumasa Hino und Helen Merrill. 1976/1977 war er an sieben Alben der Formation Jazz Minus One (JMO) beteiligt. In den 70er- bis 90er-Jahren wirkte er noch bei Aufnahmen von Mari Nakamoto, Toshio Oida, Shun Sakai, Masao Yagi, Tadao Hayashi, Bingo Miki, Hideko Okiyama, Ichiro Masuda/Teddy Wilson und Mal Waldron mit. Im Bereich des Jazz war er zwischen 1954 und 1991 an 66 Aufnahmesessions beteiligt.